# 刑事交渉法
刑事交渉法（けいじこうしょうほう、大正10年法律第92号）は、刑事手続について通常裁判所の裁判権に属する事件と軍法会議の裁判権に属する事件との関係に関する法律である。
1922年（大正11年）4月1日施行。本法は、「昭和二十年勅令第五百四十二号ポツダム宣言の受諾に伴い発する命令に関する件に基く軍用電気通信法等を廃止する勅令」（昭和21年勅令第564号）によって、1946年（昭和21年）11月22日をもって廃止された。

## 概要

### 捜査
- 通常裁判所の裁判権に属する事件と軍法会議の裁判権に属する事件とが牽連するときは、検事及び司法警察官は軍法会議の裁判権に属する事件について、陸海軍の検察官、陸軍司法警察官及び海軍司法警察官は通常裁判所の裁判権に属する事件について、捜査することができる（1条1項）。
- 数個の事件は、次の場合において牽連するものとする（1条2項）。

1. 1人が数罪を犯したとき
2. 数人が共に同一又は別個の罪を犯したとき
3. 数人が共謀して各別に罪を犯したとき
4. 数人が同時に同一の場所において各別に罪を犯したとき

- 犯人蔵匿の罪、証憑隠滅の罪、偽証の罪、虚偽の鑑定通訳の罪、贓物に関する罪とその本犯の罪とは、共に犯したものとみなす（1条3項）。
- 陸海軍の検察官、陸軍司法警察官及び海軍司法警察官は、陸軍又は海軍の部隊内の犯罪事件であって通常裁判所の裁判権に属する事件について、捜査することができる（2条）。

### 予審
- 検事及び陸海軍の検察官は、1条又は2条の規定によって捜査することができる事件について、予審を請求することができる（3条1項）。
- 3条1項の規定によって予審の請求を受けた予審判事は又は予審官は、必要な処分をした後、予審判事は検事に対し、予審官は陸海軍の検察官に対し、事件を交付しなければならない（3条2項前段）。この場合において、予審判事又は予審官は、前に発した勾留状を存し、又は新たにこれを発することができる（3条2項後段）。

### 令状
- 陸軍軍法会議法1条1項1号又は海軍軍法会議法1条1項1号に記載した者に対して通常裁判所又は予審判事が発した勾引状又は勾留状を執行すべき場合においては、現行犯に関するものを除くほか、その所属の長又はこれに代わるべき者の承諾を求めなければならない（4条1項前段）。所属の長又はこれに代わるべき者は、軍事上やむを得ない事由がなければ、承諾を拒むことができない（4条1項後段）。
- 陸軍軍法会議法1条1項1号又は海軍軍法会議法1条1項1号に記載した者に対し、現行犯に関して通常裁判所、予審判事、検事又は司法警察官が発した勾引状又は勾留状が執行された場合、これを発した者は、速やかにその旨を執行を受けた者の所属の長又はこれに代わるべき者に対して通知しなければならない（4条2項）。

### 公訴
- 通常裁判所の裁判権及び軍法会議の裁判権に属する同一事件について双方に公訴の提起があったときは、最初に公訴の提起があった官署がこれを審判する（5条1項）。
- 5条1項の場合において、通常裁判所及び軍法会議が共に便宜と認めるときは、後に公訴の提起があった官署において事件の審判をすべき旨の決定をすることができる（5条2項）。

### 書類及び証拠物
- 通常裁判所、予審判事又は検事と軍法会議、予審官又は陸海軍の検察官とは、相互に牽連事件に関する調書その他の書類又は証拠物の送付又は閲覧を求めることができる（6条1項）。
- 検事は、予審官、陸海軍の検察官、陸軍司法警察官又は海軍司法警察官に対し、2条に掲げる犯罪事件の予審又は捜査に関する書類又は証拠物の送付又は閲覧を求めることができる（6条2項）。

### 事件の送致
- 検事は、軍法会議の裁判権に属する事件について捜査をし、又は通常裁判所若しくは予審判事から事件の交付を受けたときは、速やかにこれを陸海軍の検察官に送致しなければならない（7条1項）。
- 陸海軍の検察官、陸軍司法警察官又は海軍司法警察官は、通常裁判所の裁判権に属する事件について捜査をし、又は軍法会議若しくは予審官から事件の交付を受けたときは、速やかにこれを検事に送致しなければならない（7条2項）。
- 7条1項又は同条2項の場合において、送致前に発した勾留状は、送致後においてもその効力を有する（7条3項）。
- 7条3項の勾留状は、送致を受けた官署が5日以内に予審を請求し、又は公訴を提起しないときは、その効力を失う（7条4項）。

### 再起
- 予審判事がした免訴の決定が確定したときは、陸海軍の検察官は、新たな事実又は証拠を発見したときでなければ、同一事件について予審を請求し、又は公訴を提起することができない（8条1項）。
- 陸海軍の検察官が予審の取調べ終了後に不起訴処分をし、又は予審の請求を取り消したときは、検事は、新たな事実又は証拠を発見したときでなければ、同一事件について公訴を提起することができない（8条2項）。
- 軍法会議が公訴の取消しによって公訴棄却の決定をしたときは、検事は、同一事件について公訴を提起することができない（8条3項）。
- 8条の規定に違反して予審を請求し、又は公訴を提起したときは、予審官又は軍法会議は、予審の請求を却下し、又は判決をもって公訴棄却の言渡しをしなければならない（9条）。

### 時効
- 刑事訴訟法による時効の中断は、軍法会議の裁判権に属する事件について、陸軍軍法会議法又は海軍軍法会議法による時効の中断は、通常裁判所の裁判権に属する事件について、その効力を有する（10条）。

### 準用
- 本法は、陸海軍官憲と朝鮮、台湾、関東州の司法官憲その他の特別司法官憲との間における刑事交渉事項及び陸軍司法官憲と海軍司法官憲との間における刑事交渉事項について準用する（11条）。